# 30 Camelopardalis
30 Camelopardalis, som är stjärnans Flamsteed-beteckning, är en ensam stjärna i den sydvästra delen av stjärnbilden Giraffen. Den har en skenbar magnitud på ca 6,14 och är mycket svagt synlig för blotta ögat där ljusföroreningar ej förekommer. Baserat på parallaxmätning inom Hipparcosuppdraget på ca 6,1 mas, beräknas den befinna sig på ett avstånd på ca 539 ljusår (ca 165 parsek) från solen. Den rör sig bort från solen med en heliocentrisk radialhastighet på ca 12 km/s.

## Egenskaper
30 Camelopardalis är en blå till vit stjärna i huvudserien av spektralklass A0 V och troligtvis en långsamt roterande stjärna.  Den har en radie som är ca 1,9 solradier  och utsänder ca 85 gånger mera energi än solen från dess fotosfär vid en effektiv temperatur på ca 10 000 K.